# Caterham 7
Caterham 7 — небольшой лёгкий двухместный спортивный автомобиль с открытым верхом, выпускаемый компанией Caterham Cars с 1973 года. Модель разработана основателем Lotus Колином Чепменом, и считается воплощением философии Lotus из-за малой снаряжённой массы и простоты. После окончания производства Lotus продала права на модель Seven компании Caterham Cars, которая и сегодня выпускает как комплекты для сборки, так и полностью собранные автомобили под названием Caterham.

## Модификации
В настоящее время выпускаются несколько модификаций:
Classic:
- 1.4 K-Series, 105 л.с., удельная мощность 200 л.с./тонна.

Roadsport:
- 1.6 Ford Sigma (125), 125 л.с., удельная мощность 227 л.с./тонна;
- 1.6 Ford Sigma (150), 150 л.с., удельная мощность 272 л.с./тонна;
- 2.0 Ford Duratec (175), 175 л.с., удельная мощность 290 л.с./тонна.

Academy
- 1.6 K-Series, 120 л.с., удельная мощность 218 л.с./тонна.

Superlight:
- 1.6 Ford Sigma (150), 150 л.с., удельная мощность 300 л.с./тонна;
- R300 2.0 Ford Duratec, 175 л.с., удельная мощность 339 л.с./тонна;
- R400 2.0 Ford Duratec, 210 л.с., удельная мощность 420 л.с./тонна;
- R500 2.0 Ford Duratec Caterham Powertrain, 263 л.с., удельная мощность 520 л.с./тонна.

CSR:
- 2.3 Cosworth Duratec (200), 200 л.с., удельная мощность 347 л.с./тонна;
- 2.3 Cosworth Duratec (260), 260 л.с., удельная мощность 452 л.с./тонна;
- CSR Superlight, 260 л.с., удельная мощность 470 л.с./тонна.

Также существуют автомобили, подготовленные различными тюнинг-ателье. Одним из самых уникальных является проект от английской компании RS Performance, построенный с применением технологий Formula-1 — суперкар Caterham RS Levante (40-клапанный двигатель RST-V8 с компрессором, рабочим объёмом 2,4 литра, мощность более 500 л.с. при 10 000 об/мин, разгон 0-100 км/ч около 2,5 секунд, максимальная скорость 250 км/ч (ограничена), сухой вес 520 кг). По своей удельной мощности (около 1000 л.с./тонна) этот автомобиль приближается к болидам класса Formula-1.

## Интересные факты
Модель Caterham Seven JPE долгое время удерживала мировой рекорд по времени разгона от 0 до 95 км/ч. Машина могла разогнаться до 95 км/ч, а потом полностью остановиться до того, как Ferrari F40 достигала скорости 95 км/ч.
Самая авторитетная автомобильная телепередача мира Top Gear выбрала Caterham 7 Superlight R500 Автомобилем 2008 года. Caterham 7 Superlight R500 под управлением легендарного Стига прошёл круг по треку испытательного полигона Top Gear быстрее таких «монстров», как Koenigsegg, Pagani Zonda F и Bugatti Veyron.
Автомобили Caterham 7 также «засветились» в фильмах. Герой Жана-Поля Бельмондо из фильма «Кто есть кто» разъезжает на Caterham 7.